# Певец в Маске (Франция)
Певец в Маске (Франция) (Англ. The Mask Singer France ) — французское реалити-шоу, премьера которого состоялась на телеканале TF1 8 ноября 2019 года. Это часть франшизы «Певец в маске», которая началась в Южной Корее, и в ней знаменитости поют песни, одетые в костюмы и маски, скрывающие их личность. Ведущий — Камиль Комбаль, в программе участники дискуссии угадывают личности знаменитостей, интерпретируя подсказки, предоставляемые им на протяжении каждого сезона (участники дискуссии сменяются в каждом сезоне).
Чтобы их личности не были раскрыты до выхода в эфир каждого предварительно записанного эпизода, программа широко использует кодовые имена, маскировку, соглашения о неразглашении и команду охранников. Производственной группе не рекомендуется пользоваться телефонами во время съемок, а все зрители проходят через металлоискатель, доставать телефоны во время съемок строго запрещено.

## Производство
Идея проекта взята у южнокорейского телешоу King of Mask Singer, премьера которого состоялась в феврале 2015 года. В 2019 году шоу было адаптировано в таких странах, как США, Мексика и Германия, а в середине 2019-го французский телеканал TF1 сообщил, что на стадии подготовки находится французская адаптация этого телешоу с датой премьеры 1 сезона 8 ноября того же, 2019-го года. Ведущим проекта был назначен французский телеведущий и радиоведущий Камиль Комбаль.
Шоу имело неимоверный успех, и уже через некоторое время после финала 1 сезона TF1 сообщил, что проект продлён на 2 сезон.
Всего у шоу вышло 6 сезонов.

## Правила
В каждом эпизоде на сцену выходят различные французские знаменитости, переодетые в сложные, красивые и невероятные костюмы, которые скрывают их личность. Большую часть времени знаменитости говорят через модулятор голоса, который меняет их голос до неузнаваемости. Настоящий голос знаменитостей слышен лишь во время их выступлений и после снятия маски. Также перед каждым выступлением маски дают различные подсказки о себе, с помощью которых зрители и члены жюри получат версии, кто может скрываться под маской. В финале выпуска проходит голосование, с помощью которого зрители решают, кто должен остаться в проекте, а кому пришло время отправиться домой.
Победитель шоу получает кубок и денежный приз.

## Список Сезонов
| Сезон | Кол-во Участников | Кол-во Эпизодов | Выходит(ил) в эфир                | 1-е место                   | 2-е место                 | 3-е место                |
| ----- | ----------------- | --------------- | --------------------------------- | --------------------------- | ------------------------- | ------------------------ |
| 1     | 12                | 6               | 8 Ноября 2019 - 13 Декабря 2019   | Лоренс Бокколини - Единорог | Карл Зеро - Орёл          | Жюли Зенатти - Панда     |
| 2     | 12                | 6               | 17 Октября 2020 - 28 Ноября 2020  | Larusso - Пингвин           | Дэниэл Леви - Робот       | Исса Думбия - Дракон     |
| 3     | 11                | 7               | 1 Апреля 2022 - 13 Мая 2022       | Деница Икономова - Бабочка  | Валери Бег - Банан        | Лоран Орнак - Олень      |
| 4     | 13                | 8               | 23 Августа 2022 - 11 Октября 2022 | Амори Вассили - Черепаха    | Keen’V - Слон             | Эстель Моссели - Невеста |
| 5     | 13                | 8               | 14 Апреля 2023 - 2 Июня 2023      | Венсан Никло - Хаски        | Орели Конат - Лань        | Nicocapone - Верблюд     |
| 6     | 13                | 8               | 3 Мая 2024 - 22 Июня 2024         | Агустин Галиана - Бегемот   | Жереми Кредевиль - Пугало | Шимен Бади - Леопард     |

## 1 Сезон
Премьера 1 сезона телепроекта "Певец в Маске Франция" состоялась на телеканале TF1 8 ноября 2019 года. Финал состоялся 13 Декабря того же года. Ведущим был назначен телеведущий и радиоведущий Камиль Комбаль, членами жюри были назначены певица и автор песен Анггун, актер и комик Кев Адамс, комик и телеведущий Jarry и телеведущая и радиоведущая Алессандра Сюбле.
Список Участников :
| Персонаж      | Знаменитость     | Профессия                 | Эпизоды | Эпизоды | Эпизоды | Эпизоды | Эпизоды | Эпизоды |
| Персонаж      | Знаменитость     | Профессия                 | 1       | 2       | 3       | 4       | 5       | 6       |
| ------------- | ---------------- | ------------------------- | ------- | ------- | ------- | ------- | ------- | ------- |
| Единорог      | Лоренс Бокколини | телеведущая, радиоведущая |         |         |         |         |         |         |
| Орёл          | Карл Зеро        | актер, режиссер           |         |         |         |         |         |         |
| Панда         | Жюли Зенатти     | певица, автор песен       |         |         |         |         |         |         |
| Павлин        | Франк Лебёф      | футболист, актер          |         |         |         |         |         |         |
| Кекс          | Наташа Сен-Пьер  | певица, актриса           |         |         |         |         |         |         |
| Лев           | Давид Дуйе       | дзюдоист, спортсмен       |         |         |         |         |         |         |
| Динозавр      | Ив Лекок         | комик, пародист           |         |         |         |         |         |         |
| Пчела         | Джойс Джонатан   | певица, автор песен       |         |         |         |         |         |         |
| Монстр        | Smain            | актер, писатель           |         |         |         |         |         |         |
| Морской Конёк | Lio              | певица, актриса           |         |         |         |         |         |         |
| Белка         | Sheila           | певица, танцовщица        |         |         |         |         |         |         |
| Пантера       | Мари-Жозе Перек  | легкоатлетка, спортсменка |         |         |         |         |         |         |

 Участник стал победителем шоу
 Участник занял второе место
 Участник занял третье место
 Участник прошёл дальше
 Участник стал номинантом на выбывание, но остался в шоу
 Участник покинул шоу и раскрыл свою личность
 Участник не принимал участие в этом эпизоде

## 2 Сезон
Премьера 2 сезона телепроекта "Певец в Маске Франция" состоялась на телеканале TF1 17 Октября 2020 года. Финал состоялся 28 Ноября того же года. Камиль Комбаль, Анггун, Кев Адамс, Jarry и Алессандра Сюбле вернулись на роли ведущего и членов жюри.
Также в этом сезоне впервые появляется дуэт масок (Попугаи - Братья Богдановы).
| Персонаж | Знаменитость     | Профессия              | Эпизоды | Эпизоды | Эпизоды | Эпизоды | Эпизоды | Эпизоды |
| Персонаж | Знаменитость     | Профессия              | 1       | 2       | 3       | 4       | 5       | 6       |
| -------- | ---------------- | ---------------------- | ------- | ------- | ------- | ------- | ------- | ------- |
| Пингвин  | Larusso          | певица, вокалистка     |         |         |         |         |         |         |
| Робот    | Дэниэл Леви      | певец, автор песен     |         |         |         |         |         |         |
| Дракон   | Исса Думбия      | актер, колумнист       |         |         |         |         |         |         |
| Паук     | Карин Ферри      | телеведущая, модель    |         |         |         |         |         |         |
| Акула    | Базиль Боли      | футболист, защитник    |         |         |         |         |         |         |
| Осьминог | Лиан Фоли        | певица, актриса        |         |         |         |         |         |         |
| Скелет   | Джибриль Сиссе   | футболист, нападающий  |         |         |         |         |         |         |
| Сова     | Dave             | певец, телеведущий     |         |         |         |         |         |         |
| Лиса     | Валери Дамидо    | телеведущая, актриса   |         |         |         |         |         |         |
| Попугаи  | Братья Богдановы | телеведущие, продюсеры |         |         |         |         |         |         |
| Губы     | Фредерик Бель    | актриса, модель        |         |         |         |         |         |         |
| Волк     | Лор Маноду       | пловчиха, спортсменка  |         |         |         |         |         |         |

 Участник стал победителем шоу
 Участник занял второе место
 Участник занял третье место
 Участник прошёл дальше
 Участник стал номинантом на выбывание, но остался в шоу
 Участник покинул шоу и раскрыл свою личность

## 3 Сезон
Премьера 3 сезона телепроекта "Певец в Маске Франция" состоялась на телеканале TF1 1 Апреля 2022 года. Финал состоялся 13 Мая того же года. Камиль Комбаль, Анггун, Кев Адамс, Jarry и Алессандра Сюбле вернулись на роли ведущего и членов жюри.
Этот сезон первый, в котором 1 из масок не смогла принять участие во всём сезоне из-за травмы (Обезьяна - Alizee), и именно по этой причине в этом сезоне 11 участников, а не 12. Позже выздоровевшая Alizee примет участие в следующем сезоне под маской этой же Обезьяны.
Также это первый сезон, в котором 1 человек скрывается сразу под двумя масками (Марк-Антуан Ле Брэ - Крокодил и Тигр).
Список Участников :
| Персонаж      | Знаменитость       | Профессия           | Эпизоды | Эпизоды | Эпизоды | Эпизоды | Эпизоды | Эпизоды | Эпизоды |
| Персонаж      | Знаменитость       | Профессия           | 1       | 2       | 3       | 4       | 5       | 6       | 7       |
| ------------- | ------------------ | ------------------- | ------- | ------- | ------- | ------- | ------- | ------- | ------- |
| Бабочка       | Деница Икономова   | хореограф, актриса  |         |         |         |         |         |         |         |
| Банан         | Валери Бег         | звезда реалити-шоу  |         |         |         |         |         |         |         |
| Олень         | Лоран Орнак        | актер, комик        |         |         |         |         |         |         |         |
| Дерево        | Жильбер Монтанье   | певец, музыкант     |         |         |         |         |         |         |         |
| Крокодил      | Марк-Антуан Ле Брэ | комик, пародист     |         |         |         |         |         |         |         |
| Свинья        | Ив Камдеборде      | шеф-повар, писатель |         |         |         |         |         |         |         |
| Хамелеон      | Сильвия Телье      | модель, телеведущая |         |         |         |         |         |         |         |
| Космонавт     | Пьер Пальмад       | актер, режиссер     |         |         |         |         |         |         |         |
| Тигр          | Марк-Антуан Ле Брэ | комик, пародист     |         |         |         |         |         |         |         |
| Рыба          | Мод Фонтенуа       | яхтистка, морячка   |         |         |         |         |         |         |         |
| Рак-Отшельник | Ален Бернар        | пловец, спортсмен   |         |         |         |         |         |         |         |

 Участник стал победителем шоу
 Участник занял второе место
 Участник занял третье место
 Участник прошёл дальше
 Участник стал номинантом на выбывание, но остался в шоу
 Участник покинул шоу и раскрыл свою личность

## 4 Сезон
Премьера 4 сезона телепроекта "Певец в Маске Франция" состоялась на телеканале TF1 23 Августа 2022 года. Финал состоялся 11 Октября того же года. Камиль Комбаль и Кев Адамс вернулись на роли ведущего и члена жюри.
Анггун, Jarry и Алессандра Сюбле не смогли вернуться на роли членов жюри и были заменены чревовещателем и комиком Джеффом Панаклоком, актрисой и комедианткой Шанталь Ладезу и певицей и автором песен Vitaa.
Певица Alizee, которая должна была участвовать в предыдущем сезоне под маской Обезьяны, не смогла принять участие из-за травмы, и приняла участие в этом сезоне под маской этой же Обезьяны.
В этом сезоне была представлена маска-вайлдкарт. Это маска, которая присоединяется к обычным маскам ближе к середине сезона. Маска-вайлдкарт будет помечена как (ВД).
Список Участников :
| Персонаж     | Знаменитость       | Профессия                | Эпизоды | Эпизоды | Эпизоды | Эпизоды | Эпизоды | Эпизоды | Эпизоды | Эпизоды |
| Персонаж     | Знаменитость       | Профессия                | 1       | 2       | 3       | 4       | 5       | 6       | 7       | 8       |
| ------------ | ------------------ | ------------------------ | ------- | ------- | ------- | ------- | ------- | ------- | ------- | ------- |
| Черепаха     | Амори Вассили      | певец, тенор             |         |         |         |         |         |         |         |         |
| Слон         | Keen’V             | музыкант, певец          |         |         |         |         |         |         |         |         |
| Невеста      | Эстель Моссели     | проф. боксер             |         |         |         |         |         |         |         |         |
| Обезьяна     | Alizee             | певица, танцовщица       |         |         |         |         |         |         |         |         |
| Медведь (ВД) | Кристоф Богранд    | журналист, телеведущий   |         |         |         |         |         |         |         |         |
| Рыцарь       | Лоран Местре       | танцор, модель           |         |         |         |         |         |         |         |         |
| Фараон       | Франсис Юстер      | актер, режиссер          |         |         |         |         |         |         |         |         |
| Далматинец   | Кристель Шолле     | актриса, комедиантка     |         |         |         |         |         |         |         |         |
| Мышь         | Летиция Мило       | певица, актриса          |         |         |         |         |         |         |         |         |
| Джинн        | Йоанн Риу          | журналист, актер         |         |         |         |         |         |         |         |         |
| Коала        | Марион Бартоли     | теннисистка, спортсменка |         |         |         |         |         |         |         |         |
| Пряник       | Фредерик Дифенталь | актер, режиссер          |         |         |         |         |         |         |         |         |
| Малыш        | Марианна Джеймс    | певица, телеведущая      |         |         |         |         |         |         |         |         |

 Участник стал победителем шоу
 Участник занял второе место
 Участник занял третье место
 Участник прошёл дальше
 Участник стал номинантом на выбывание, но остался в шоу
 Участник покинул шоу и раскрыл свою личность
 Участник не принимал участие в этом эпизоде

## 5 Сезон
Премьера 5 сезона телепроекта "Певец в Маске Франция" состоялась на телеканале TF1 14 Апреля 2023 года. Финал состоялся 2 Июня того же года. Камиль Комбаль, Кев Адамс и Джефф Панаклок вернулись на роли ведущего и членов жюри.
Шанталь Ладезу и Vitaa не смогли вернуться на роли членов жюри и были заменены певицей и актрисой Элоди Фреже и актрисой и сценаристом Мишелью Бернье. 
Также в этом сезоне вернулась маска-вайлдкарт (ВД), представленная в предыдущем сезоне.
Была представлена новая механика - в 4 эпизоде все маски соревнуются за Золотой Билет, с помощью которого, маска, получившая его, автоматически переходит в четвертьфинал сезона.
Также это уже 2 сезон, в котором участвует дуэтная маска (Верблюд - Nicocapone).
Список Участников :
| Персонаж             | Знаменитость          | Профессия              | Эпизоды | Эпизоды | Эпизоды | Эпизоды | Эпизоды | Эпизоды | Эпизоды | Эпизоды |
| Персонаж             | Знаменитость          | Профессия              | 1       | 2       | 3       | 4       | 5       | 6       | 7       | 8       |
| -------------------- | --------------------- | ---------------------- | ------- | ------- | ------- | ------- | ------- | ------- | ------- | ------- |
| Хаски                | Венсан Никло          | певец, тенор           |         |         |         |         |         |         |         |         |
| Лань                 | Орели Конат           | актриса, певица        |         |         |         |         |         |         |         |         |
| Верблюд              | Nicocapone            | тиктокеры, инфлюенсеры |         |         |         |         |         |         |         |         |
| Медуза               | Шарлотта Гаччио       | актриса, комедиантка   |         |         |         |         |         |         |         |         |
| Хищное Растение (ВД) | Тина Арена            | певица, муз. продюсер  |         |         |         |         |         |         |         |         |
| Ведьма               | Zaho                  | певица, автор песен    |         |         |         |         |         |         |         |         |
| Пришелец             | Аделин Тониутти       | певица, педагог        |         |         |         |         |         |         |         |         |
| Зебра                | Cartman               | комик, радиоведущий    |         |         |         |         |         |         |         |         |
| Феникс               | Анни Дюпре            | актриса, писательница  |         |         |         |         |         |         |         |         |
| Лама                 | Жан-Марк Женеро       | танцор, хореограф      |         |         |         |         |         |         |         |         |
| Гусеница             | Андре Буше            | актер, телеведущий     |         |         |         |         |         |         |         |         |
| Утка                 | Лора Флессель-Коловиц | фехтовальщица, политик |         |         |         |         |         |         |         |         |
| Стервятник           | Мартин Ламотт         | актер, комик           |         |         |         |         |         |         |         |         |

 Участник стал победителем шоу
 Участник занял второе место
 Участник занял третье место
 Участник прошёл дальше
 Участник стал номинантом на выбывание, но остался в шоу
 Участник покинул шоу и раскрыл свою личность
 Участник выиграл Золотой Билет и автоматически прошёл в четвертьфинал
 Участник не участвовал в эпизоде благодаря Золотому Билету
 Участник не принимал участие в этом эпизоде

## 6 Сезон
Премьера 6 сезона телепроекта "Певец в Маске Франция" состоялась на телеканале TF1 3 Мая 2024 года. Финал состоялся 22 Июня того же года. Камиль Комбаль и Кев Адамс вернулись на роли ведущего и члена жюри.
Также из 4-го сезона на роль члена жюри вернулась Шанталь Ладезу.
Элоди Фреже и  Мишель Бернье не смогли вернуться на роли членов жюри и были заменены телеведущим и комиком Лораном Рукье и актрисой и сценаристкой Инес Рег.
В этом сезоне вновь вернулась маска-вайлдкарт (ВД), представленная в 4 сезоне, а также в этом сезоне впервые появляется маска, состоящая из 5-ти человек (Рука - La Compagnie Créole), и маска, под которой скрывался не обычный человек, а мультяшный персонаж (Парик - Леди Баг).
Список Участников :
| Персонаж    | Знаменитость        | Профессия              | Эпизоды | Эпизоды | Эпизоды | Эпизоды | Эпизоды | Эпизоды | Эпизоды | Эпизоды |
| Персонаж    | Знаменитость        | Профессия              | 1       | 2       | 3       | 4       | 5       | 6       | 7       | 8       |
| ----------- | ------------------- | ---------------------- | ------- | ------- | ------- | ------- | ------- | ------- | ------- | ------- |
| Бегемот     | Агустин Галиана     | певец, актер           |         |         |         |         |         |         |         |         |
| Пугало      | Жереми Кредевиль    | комик, телеведущий     |         |         |         |         |         |         |         |         |
| Леопард     | Шимен Бади          | певица, актриса        |         |         |         |         |         |         |         |         |
| Жемчужина   | Шерифа Луна         | певица, телеведущая    |         |         |         |         |         |         |         |         |
| Самурай     | Флоран Мот          | певец, музыкант        |         |         |         |         |         |         |         |         |
| Стрекоза    | Инес Вандамм        | хореограф, телеведущая |         |         |         |         |         |         |         |         |
| Парик (ВД)  | Леди Баг            | мультяшный персонаж    |         |         |         |         |         |         |         |         |
| Робо-Кролик | Рафаэль Мезрахи     | комик, актер           |         |         |         |         |         |         |         |         |
| Рука        | La Compagnie Créole | муз. группа            |         |         |         |         |         |         |         |         |
| Лемур       | Катрин Лара         | скрипачка, композитор  |         |         |         |         |         |         |         |         |
| Огурец      | Венсан Дезанья      | актер, телеведущий     |         |         |         |         |         |         |         |         |
| Попкорн     | Шанталь Гойя        | актриса, певица        |         |         |         |         |         |         |         |         |
| Хомяк       | Жак Легро           | журналист, телеведущий |         |         |         |         |         |         |         |         |

 Участник стал победителем шоу
 Участник занял второе место
 Участник занял третье место
 Участник прошёл дальше
 Участник стал номинантом на выбывание, но остался в шоу
 Участник покинул шоу и раскрыл свою личность
 Участник не принимал участие в этом эпизоде